# Allée couverte du Fayel
L'allée couverte du Fayel est située sur le territoire de la commune de Saint-Clair-sur-Epte dans le département du Val-d'Oise.

## Historique
Albert Ducrocq, préhistorien habitant Bordeaux-Saint-Clair signale l'édifice à Paul de Mortillet en 1923. L'édifice a avait été réaménagé en abri par des carriers qui exploitaient les affleurements voisins de calcaire sur le coteau. Paul Destouches le fouilla partiellement au second semestre 1928 mais n'en publia qu'un rapport sommaire en 1929.

## Description
L'allée couverte a été édifiée presque au sommet d'un coteau dominant la rive gauche de l'Epte à 134 m d'altitude, selon une orientation ouest-nord-ouest/est-sud-est. Le site est parsemé de blocs calcaire émergeant naturellement du sol. L'architecture d'ensemble est difficilement compréhensible compte tenu des pillages antérieurs et des réaménagements opérés par les carriers. Lors de sa découverte, l'édifice se présentait comme un abri aménagé sous une énorme dalle (6 m de longueur, 3 m de largeur, 1 m d'épaisseur) fendillée, paraissant être en position naturelle. Côté nord, la chambre était délimitée par  deux orthostates alignés, chacun mesurant environ 2 m de hauteur sur 1 m de largeur et 0,30 m d'épaisseur. Côté sud, et côté chevet, la dalle reposait sur des murs en pierres sèches équarries de construction récente. Le sol était dallé.
L'allée était enterrée, recouverte en partie par la dalle de calcaire en place, et peut-être en partie par des tables de couverture qui auraient été récupérées antérieurement. Sa longueur totale pourrait avoir atteint 17 m environ pour une largeur de 2 m à 2,50 m. Le sol était dallé. L'examen des carnets de fouille de Destouches laisse supposer qu'il existait un vestibule et qu'une grosse pierre avait été taillée en son milieu pour réaliser un trou d'homme.

## Couches archéologiques
Selon Destouches, la chambre contenait plusieurs couches superposées, mélange de terre, de cendres et de charbons sur près de 3,10 m de profondeur. Destouches signale avoir identifié onze foyers différents. L'ensemble paraît avoir été fouillé et remué dès l'époque gallo-romaine.
Destouches a retrouvé 39 crânes, en plus ou moins bon état, et près de 700 dents bien conservées. Il estimait que la tombe aurait pu avoir recueilli plus d'une centaine de squelettes.
Le mobilier funéraire retrouvé demeure imprécis mais serait conservé au Musée d'Archéologie nationale.